# Каломирис, Манолис
Манолис Каломирис (греч. Μανώλης Καλομοίρης; 14 декабря 1883, Смирна — 3 апреля 1962, Афины) — греческий композитор и музыкальный педагог, действительный член Афинской академии наук с 1945 года (первый музыкант среди её членов). Основатель новогреческой музыкальной школы.

## Биография
Учился в Афинах (1892—1899) у Тимотеоса Ксантопулоса и в Константинополе (1899—1901) у Софии Спануди, затем в Венской консерватории, где его педагогами были Герман Греденер (гармония и контрапункт), Фердинанд Фолль (теория), Август Штурм и Вильгельм Раух (фортепиано), Ойзебиус Мандычевский (история музыки). В 1906—1910 годах преподавал в Харьковском музыкальном училище Русского музыкального общества (это училище было предшественником Харьковской консерватории), а в 1911—1919 годах — в Афинской консерватории. В 1919 году учредил Греческую консерваторию и был её директором до 1926 года, а затем основал Национальную консерваторию в Афинах, которую возглавлял до 1948 года. Также был директором Национальной оперы Греции. С 1936 до 1957 года был председателем Союза греческих композиторов.
Своё первое значительное произведение — «Греческую сюиту для оркестра» (греч. Ρωμέικη Σουίτα) — Каломирис написал в Харькове в 1907 году (более поздние редакции 1910 и 1936 года). Он также участвовал в музыкальной жизни города.
Музыке Каломириса присуща мелодичная выразительность и изобретательность оркестровки. Значительное влияние на его творчество оказали Рихард Вагнер и Николай Римский-Корсаков, а также традиционный греческий народный мелос.
Считается, что именно Каломирис своей оперой «Старший мастер» (греч. Πρωτομάστορας), поставленной в 1916 году в Афинах, положил начало современному греческому оперному искусству. Кроме пяти опер, трёх симфоний, нескольких других симфонических и камерных произведений, написал ряд музыкально-критических работ, учебник по теории музыки и автобиографию.
Дочь Каломириса Крино Каломири стала известной пианисткой, записала фортепианный концерт своего отца, а после его смерти возглавила Национальную консерваторию.